# 男子禁制!!フレーゼ女学院
『男子禁制!!フレーゼ女学院』（だんしきんせい!!フレーゼじょがくいん）は、あずまゆきによる日本の漫画作品。『月刊コンプエース』（角川書店）にて連載。

## あらすじ
実兄を恋愛対象に見ている程のブラコン少女・卯月桃花は両親によって、マリーゴールド王国が所有するフレーゼ島の全寮制女子校・フレーゼ女学院に転校させられてしまう。
フレーゼにおいて、桃花はデイジー・マリーゴールド、茉莉花・キャロライナ、林紅梅、竜胆すみれの4人のグループに属することになり、ひなた、シロさん、クロさんといったフレーゼの動物たちとも親しくなる。それでも兄に会いたい桃花は友人たちの協力を得て、脱走を試みるものの失敗の繰り返しだった。
そんなある日、警備ロボットが自分たちを盗撮していることを知る。全てはフレーゼの船頭に化けているマリーゴールド王国のラフレシア大臣の仕業であり、彼はフレーゼを自分のハーレムにしようと目論んでいたのだ。桃花グループの活躍により、フレーゼに平和は戻る。
後日、教師のエリカ・ポインセチアから「成績が優秀であれば早期の帰宅が許可される」ことを知らされた桃花であるが成績は上がらず、兄に再会できるのはまだまだ先になりそうであった。

## 登場人物
卯月 桃花（うづき とうか）
本作の主人公。
両親と兄の4人家族で過去に祖母を亡くしている。実の兄を恋愛対象と見ているほどのブラコンであり、そのことを問題視した両親によって、フレーゼ女学院に転校させられてしまう。フレーゼではデイジーのグループに属する。
兄との再会のためにフレーゼで出来た友人たちの協力を得て、フレーゼからの脱走を繰り返すも成功したためしがない。ラフレシア大臣の一件が片付いた後、成績優秀であれば自宅への長期休暇が認められるようになるが補習ばかりで帰宅への道のりは遠くなっている。
林 紅梅（りん ほんめい）
桃花のグループメイト。
点心と漢方薬を得意としている。将来の夢はメイド喫茶で働くこと。イケメン好きで「禁断の愛」も抱いており、自室にはたくさんのイケメングッズを飾っている。桃花には「男性への禁断の愛」を抱いている者同士ゆえにシンパシーを抱く。
舟頭（ラフレシア大臣）に隠し撮りした写真と引き換えにイケメン関連の本を入手していたが警備ロボットに見つかり、燃やされたことから脱走を決意。桃花に協力するようになるがラフレシア大臣の一件後は校則が以前ほどは厳しくなくなった為、脱走はやめた。
デイジー・マリーゴールド
桃花のグループメイト。
フレーゼのオーナーであるマリーゴールド王国の王女であり、王女らしい気高さを持つが天然でもある為、金銭感覚は一般庶民とずれている。趣味はティータイム。
グループのリーダー的存在であり、桃花からは「デイジーちゃん」茉莉花からは「デイジー様」紅梅とすみれからは「プリンセス」と呼ばれている。フレーゼには幼い頃から通っており、茉莉花が来るまでは寂しさもあったという。
茉莉花・キャロライナ（まりか-）
桃花のグループメイト。
デイジーの付き人で共に授業を学んでいる。機械に精通しており、クレーンや潜水艦、地底戦車も操縦できる。
竜胆 すみれ（りんどう-）
桃花のグループメイト。
幼い頃に両親を亡くし、祖母に育てられた。90歳ながらも元気でいる祖母直伝のマッサージ技術を得意としている。クロさんの数少ない理解者。
エリカ・ポインセチア
フレーゼの教師。
処女であり、フレーゼには「穢れを知らぬ女性教師」という条件で採用された。茉莉花とは授業で衝突することも多い。
最終回では桃花たちとの入浴が描かれた。
ひなた
フレーゼに住んでいる雄のダックスフント。
蝶ネクタイがトレードマーク。探し物上手で地図を紛失して、転校初日に迷子になってしまった桃花を見つけ出し、マッサージの授業中に盗まれた皆の衣服も見つけ出した（どちらもシロさんがクロさんに濡れ衣を着せたもの）
ひなた、シロさん、クロさんの3匹は桃花たちのグループと仲が良く、一緒に入浴することもある。
尚、ひなたは原作者の愛犬がモデルであり、本作以外の作品にも登場しているが、実際のひなたは雌であり、イラストで描かれているひなたは雄となっている。
シロさん
フレーゼに住んでいる雄の白ヤギ。
女好きで狡賢い性格。女性関連で良い思いをするためには手段を選ばない。
クロさん
フレーゼに住んでいる雄の黒ヤギ。
シロさんに濡れ衣を着せられてばかりおり、いたずら好きというレッテルを貼られてしまっている。
ラフレシア大臣
マリーゴールド王国の大臣。
フレーゼの船頭に化けて、フレーゼを陰で操る。警備ロボットを使って、盗撮したり、フレーゼの女生徒を自らのハーレムにしようと目論んでいたが正体がバレて、国に強制送還される。
警備ロボット
フレーゼに多数配備されているロボット。
魔法瓶のような形状をしており、小型だが高性能。人間を持ち上げるほどの力や火炎放射器も備えている。デイジーには専用の警備ロボットがいる。
象
フレーゼに住んでいる象。
デイジーのロケットを使っての脱出に失敗した桃花を連れ帰った。

## 単行本
- あずまゆき 『男子禁制!!フレーゼ女学院』 角川書店〈カドカワコミックス・エース〉、全1巻
  1. 2012年11月19日発売 ISBN 978-4-04-120494-8

単行本は編集部の見落としにより、雑誌掲載分より1ページ欠落した状態で製本されている。この事について角川書店は｢落丁・乱丁ではないため交換などは行わない。｣としている。